# پوسته (گیاه‌شناسی)

سطح مقطع ساقه گیاه کتان: 1. پیت 2. پروتوکسیلم 3. آوند چوبی 4. فلوم 5. اسکلرنشیم (فیبر باست) 6. قشر 7. اپیدرم

در گیاه‌شناسی، پوسته یا قشر Cortex لایه بیرونی یک ساقه یا ریشه در یک گیاه آوندی است که در زیر اپیدرم اما خارج از دسته‌های آوندی قرار دارد. قشر پوست عمدتاً از سلول‌های پارانشیم دیواره نازک بزرگ سیستم بافت زمینه تشکیل شده است و تمایز ساختاری کمی از خود نشان می‌دهد. سلول‌های قشر خارجی اغلب دیواره‌های سلولی ضخیم نامنظمی را به دست می‌آورند و سلول‌های کلنشیما نامیده می‌شوند.